# 1517 Beograd
Az 1517 Beograd (ideiglenes jelöléssel 1938 FD) a Naprendszer kisbolygóövében található aszteroida. Milorad B. Protić fedezte fel 1938. március 20-án.